# Wilhelm Engler

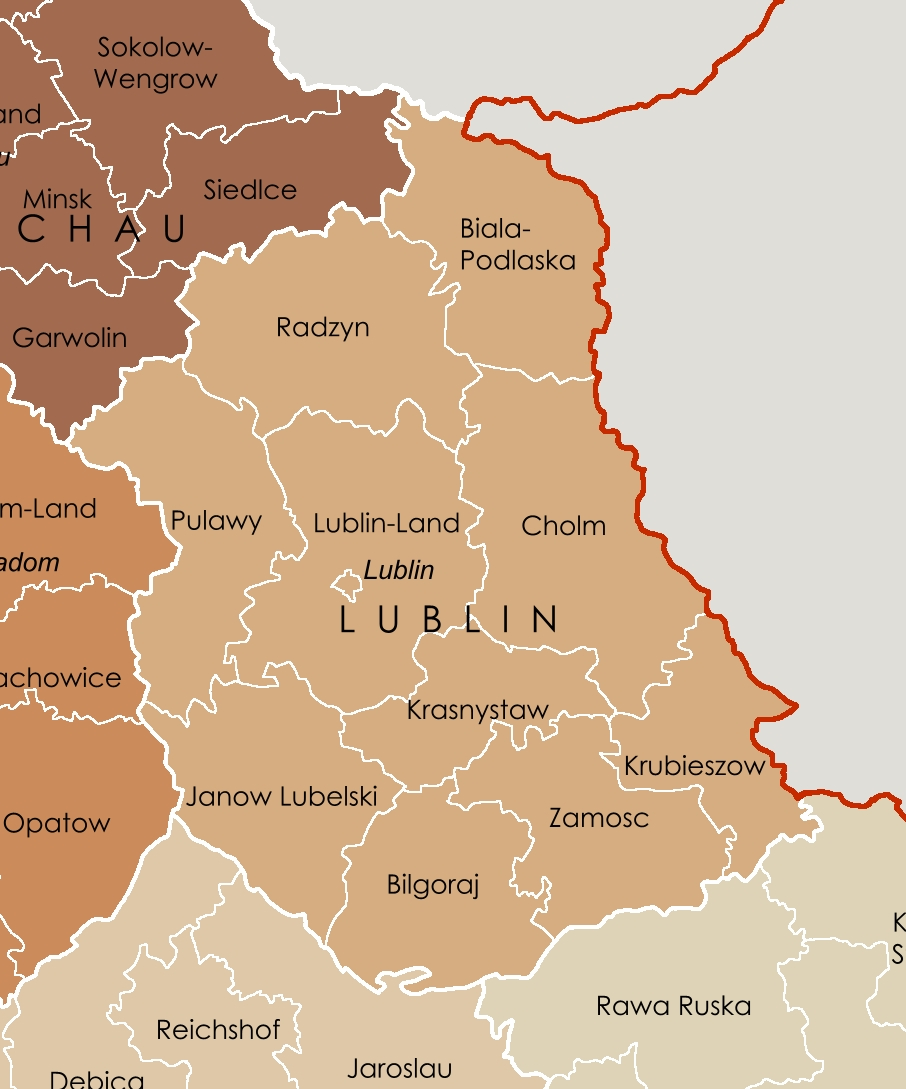
Administrativ karta över distriktet Lublin år 1941.

Wilhelm Engler, född 21 juli 1880 i Karlsruhe, död 7 oktober 1958 i Karlsruhe, var en tysk jurist och ämbetsman. Han var stabschef för civilförvaltningen i distriktet Lublin i Generalguvernementet, det polska territorium som under andra världskriget ockuperades av Tyskland.

## Biografi
Engler inledde sina juridikstudier 1901 vid Freiburgs universitet och studerade vid flera universitet, innan han avlade statsexamen 1905. Efter assessorsprövning började han 1909 att tjänstgöra inom Storhertigdömet Badens förvaltning. Efter att ha deltagit i första världskriget blev Engler 1924 Landrat i Landkreis Offenburg. Från 1926 till 1930 tillhörde han Reichsbanner Schwarz-Rot-Gold, en demokratisk organisation som verkade för att försvara den parlamentariska demokratin mot partier och sammanslutningar på vänster- och högerkanten. Efter riksdagsvalet i mars 1933 inträdde Engler i Nationalsocialistiska tyska arbetarepartiet (NSDAP).

### Generalguvernementet
Den 1 september 1939 anföll Tyskland sin östra granne Polen och Engler utsågs då till chef för civilförvaltningen i Regierungsbezirk Kattowitz. Året därpå var han verksam inom Generalguvernementets inre förvaltning. I augusti 1941 utnämndes han till stabschef i distriktet Lublin och därmed guvernören Ernst Zörners närmaste man. Som distriktets stabschef hade Engler ofta möten med generalguvernören Hans Frank, med vilken han diskuterade "den slutgiltiga lösningen". Vid Generalguvernementets regeringssammanträde den 17 oktober 1941 förordade Engler ytterligare restriktioner för judarna i Generalguvernementets getton; han begärde att det för judarna skulle vara belagt med dödsstraff att påträffas utanför gettot utan giltigt skäl.
Odilo Globocnik var från 1939 till 1943 SS- och polischef i Lublin och han ansvarade för förintelselägren Bełżec, Sobibór och Treblinka. Globocnik, som av Reichsführer-SS Heinrich Himmler anförtrotts "den slutgiltiga lösningen" i Polen, gjorde gemensam sak med Zörner och Engler och krävde de lublinska judarnas utplåning. Med Englers goda minne deporterades tiotusentals judar från Lublins getto till Treblinkas gaskamrar.
I början av år 1943 avskedades Zörner som guvernör i Lublins distrikt, då han motsatte sig fortsatt germanisering av Lublin-distriktet. Zörner menade, att varje repressiv åtgärd från tysk sida ledde till att den polska motståndsrörelsen växte. Några månader senare avskedades även Engler från sitt ämbete med förevändningen att han varit medlem av Reichsbanner Schwarz-Rot-Gold. Därtill ville den nye guvernören i Lublin-distriktet, SS-general Richard Wendler, ha en trogen stabschef som omfattade den tyska ockupationsmaktens officiella linje. Engler efterträddes av Ernst Schlüter.

### Efter andra världskriget
Engler befann sig på listan över efterlysta hos de amerikanska myndigheterna, men då hans förnamn och födelseår saknades undgick han gripande. Genom ett beslut av den franska militärregeringen pensionerades Engler officiellt den 31 december 1946. Som pensionär ägnade sig Engler åt konst och valdes till vice ordförande för Badens konstförening. År 1954 utnämndes han till regeringsdirektor och mottog Förbundsrepubliken Tysklands förtjänstorden med band. Engler råkade 1956 ut för en olycka och dog två år senare.